# Теодор Райк
Теодор Райк (на немски: Theodor Reik) е известен австрийски психоаналитик и един от първите ученици на Фройд. Дисертацията му върху „Изкушенията на свети Антоний“ от Гюстав Флобер, е първата психоаналитична дисертация, която изобщо е писана. Неговите трудове са насочени към интелигентния лаик и не са писани специално за професионалните му колеги.

## Биография
Роден е на 12 май 1888 година във Виена, Австро-Унгария. Произхожда от дребнобуржоазно бедно семейство на евреи. През 1912 г. завършва Виенския университет с големи лишения. Започва да учи при Фройд, където се подлага на психоанализа при Карл Абрахам (1914 – 1915). През Първата световна война служи в австрийската армия.
Той никога не е получавал медицинска степен, но става един от първите, лаици-аналитици. Фройд пише „Question of Lay Analysis“ („Въпросът за лаическата анализа“) в защита на способността на Райк да практикува психоанализа при отсъствието на медицинско образование. Въпреки че дълбоко вярва в много от основните психоаналитични понятия, Райк не е съгласен с Фройд по определени въпроси на любовта и секса. Райк е убеден, че истинската романтична любов няма много общи неща със секса и че се чувства най-силно, когато обичаният човек отсъства. Освен това той влиза в спор с Фройд по идеята му за първичния нарцисизъм, който според Райк не съществува.
Райк пише върху примитивните ритуали, ритуалите, свързани със смъртта и религията като израз на изпълнението на безсъзнателни желания.

## Публикации
На български език:
- Детето у мъжа. В: Кирова, М. (съст.). Психоанализа и литература. УИ „Св. Климент Охридски“, 1995, с. 175 – 194.
- Към Фройдовото съзерцание на културата (Неудовлетвореността в културата). Във: Фройд, З. (2019). Текстове за културата. Изд. Критика и хуманизъм, с. 219 – 242.

На други езици:
- Артур Шницлер като психолог, 1914
- Поезия и психоанализа, 1912
- Обреди от пубертета на диваците, 1915
- 1925/1959 – The Compulsion to Confess. In J. Farrar (Ed) The compulsion to confess and the need for punishment. (pp. 176 – 356). New York: Farrar, Straus, and Cudahy.
- 1932/1959 – The Unknown Murderer. In J. Farrar (Ed) The compulsion to confess and the need for punishment. (pp. 3 – 173). New York: Farrar, Straus, and Cudahy.
- 1937 – Surprise and the Psycho-Analyst: On the Conjecture and Comprehension of Unconscious Process. New York: E. P. Dutton and Company.
- 1941 – Masochism and Modern Man. New York: Toronto, Farrar & Rinehart.
- 1944/1974 – A Psychologist Looks at Love. In M. Sherman (Ed.) Of Love and Lust. (pp. 1 – 194) New York: Jason Aronson.
- 1948 – Listening with the Third Ear: The inner experience of a psychoanalyst. New York: Grove Press.
- 1952 – The Secret Self. New York: Farrar, Straus and Young.
- 1957 – Myth and Guilt. New York: George Braziller.